# Старі Тукмакли
Старі Тукмакли́ (рос. Старые Тукмаклы, башк. Иҫке Туҡмаҡлы) — село у складі Кушнаренковського району Башкортостану, Росія. Адміністративний центр Старотукмаклинської сільської ради.
Населення — 728 осіб (2010; 734 у 2002).
Національний склад:
- башкири — 50 %
- татари — 49 %